# Kerületi szög
Ha egy szög csúcsa a körvonal egy pontja, szárai pedig a kör két húrja, vagy egy húrja és egy érintője, akkor kerületi szögről beszélünk.
A körvonalnak a kerületi szög tartományába eső része az adott szöghöz tartozó ív.

Kerületi szög
Érintő szárú kerületi szög

## Kerületi és középponti szögek tétele
Adott körben adott ívhez tartozó kerületi szög mindig fele az ívhez tartozó középponti szögnek.
Más megfogalmazásban: Adott körben adott ívhez tartozó középponti szög mindig kétszerese az ívhez tartozó kerületi szögnek.

## Kerületi szögek tétele
Ugyanazon ívhez tartozó kerületi szögek nagysága azonos.